# 박인성
박인성(1990년 3월 23일 ~ )은 전 SK 와이번스 소속 야구선수다. 2013년에만 1군 경기 출전 경험이 있으며, 당시 2경기 1타수 무안타를 기록했다. 이후 2018년 고양 위너스에 입단했다.

## 출신 학교
- 휘문고등학교
- 세계사이버대학

## 같이 보기
- 2013년 SK 와이번스 시즌